# Dědicové radikální reformace
Radikální reformace má kořeny v kontinentální Evropě 16. století. Usilovala o důkladnější podobu reformace než jakou představoval Luther, Kalvín nebo Zwingli tím, že požadovala radikální rozchod s praxí křtu nemluvňat. V Evropě dala vzejít různým formám separatismu a diverzních protestantských hnutí, z nichž nejvýraznější byli novokřtěnci, později mennonité a hutterité. Pro své přesvědčení byli novokřtěnci pronásledováni; ze Švýcarska a Německa se dostali též na jižní Moravu, kde byli označováni jako habáni, zakládali zde „bratrské dvory“ a jejich sídla dosahovala až 15 tisíc lidí.
Z českých zemí však museli odejít v období rekatolizace po bitvě na Bílé hoře.

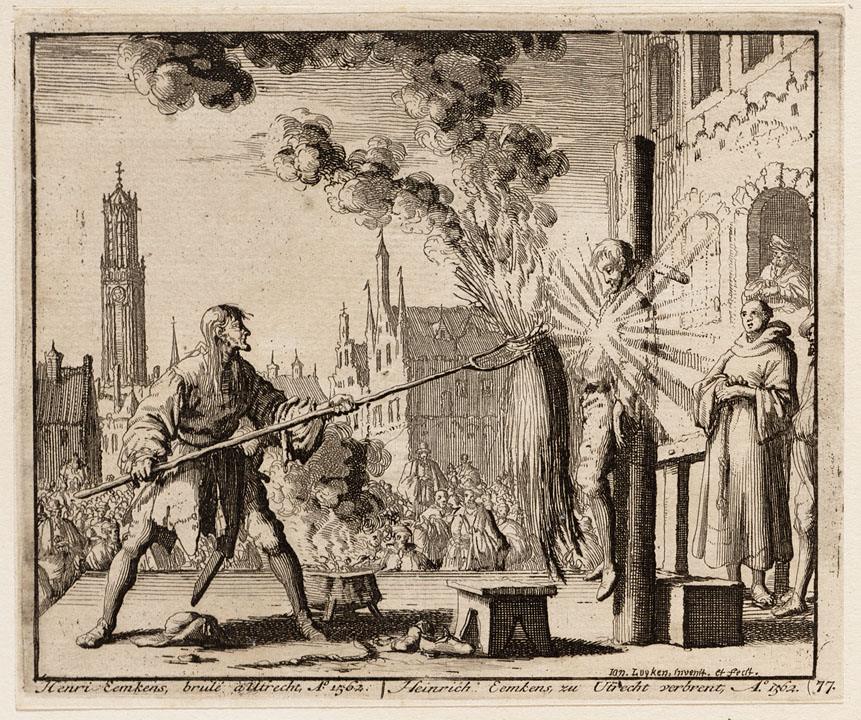
Poprava novokřtěnce Hendrika Eemkense v roce 1562 v Utrechtu

K dědictví radikální reformace se také hlásí baptisté i když přímá linie mezi křtěnci 16. století a pozdějšími baptisty není. V českém kontextu se odkazu radikální reformace ve svých pracích věnuje teolog Petr Macek.